# 若杉宏二
若杉 宏二（わかすぎ こうじ、1962年11月16日 - ）は、日本の俳優である。長崎県出身。流山児★事務所団員。クリオネ所属。身長：172cm、体重：62kg。

## 略歴
- 長崎海星高校出身。
- 1986年、流山児祥主宰の劇団に入団。流山児★事務所のツートップの一人である[2]。
- 2006年6月、同年4月に女優・七瀬なつみと結婚したことを公表。

2019年4月に離婚していた。

## エピソード
流山児★事務所のトップスターとして、劇団のほぼ全ての公演に出演。舞台を中心に、外部の公演にも多く出演。近年は映画やテレビドラマでも活躍。
七瀬なつみとは、2004年に「心中天の網島」で共演。2006年に結婚し、同年10月に第1子が誕生。七瀬と離婚していた事がわかった。

## 出演

### テレビドラマ
- 月曜ミステリー劇場 「税務調査官・窓際太郎の事件簿9」 （2002年  TBS）
- 土曜ワイド劇場 「ぽっかや事件カルテ3」 （2003年  テレビ朝日） ‐ 曽根功 役
- 金曜時代劇 「御宿かわせみ」 第7話 （2003年  NHK）
- タイムリミット （2003年  TBS）
- 水曜ミステリー 「訃報は午後二時に届く」 （2003年  テレビ東京）
- 月曜ドラマシリーズ  「夢みる葡萄」 最終話 （2003年  NHK）
- 相棒 season2 第17話 「同時多発誘拐 ～消えた16人の子供達」 （2004年  テレビ朝日） - 特殊捜査班員 役
- 相棒 season11 第3話 （2012年  テレビ朝日） - 柳田康夫 役
- 金曜エンタテイメント 「津軽海峡ミステリー航路3」 （2004年  フジテレビ） - 大竹社長
- 人間の証明 （2004年  フジテレビ）
- Mの悲劇 第3話 第4話 （2005年  TBS）
- 土曜ワイド劇場 「仮釈放の女」 （2005年  テレビ朝日）
- タイヨウのうた 第9話 第10話 （2006年  TBS）
- 富豪刑事デラックス 第5話 （2006年  テレビ朝日） - 北条秀正 役
- CAとお呼びっ! 第1話 （2006年  日本テレビ）
- 涙そうそうスペシャル 〜生きてる証 （2006年  TBS）
- 警視庁捜査一課9係 2006年最後の事件 （2006年  テレビ朝日）
- 虹を架ける王妃 〜朝鮮王朝最後の皇太子と方子妃の物語〜 （2006年  フジテレビ）
- 新春ドラマSP 「三日遅れのハッピーニューイヤー！」 （2007年  TBS）
- ハゲタカ 第3話 （2007年  NHK）
- 砂時計 第32話 第34話 （2007年  TBS） - 大悟の高校の担任教師 役
- 金曜プレステージ 「悪魔が来りて笛を吹く」 （2007年  フジテレビ）
- 拝啓、父上様 第5話 （2007年  フジテレビ）
- ガリレオ 第6話 （2007年  フジテレビ） - 礼美の父 役
- CHANGE 第10話 （2008年  フジテレビ）
- ROOKIES 第10話 （2008年  TBS）
- 土曜ワイド劇場 「炎の警備隊長・五十嵐杜夫7」 （2008年  ABC） - 須藤正之 役
- ラブレター 第8週 （2009年  TBS） - 栗橋敦 役
- 大河ドラマ「龍馬伝」 （2010年  NHK） - 水野忠精 役
- パンドラII飢餓列島 第6話 第7話 （2010年  WOWOW）
- 土曜ワイド劇場 「交渉人 遠野麻衣子・最後の事件」 （2010年  テレビ朝日） - 仁科刑事 役
- ハンチョウ 〜神南署安積班〜 シリーズ3 第6話 （2010年  TBS） - 北村哲也（暴力団員） 役
- 金曜プレステージ 「愛はみえる 〜全盲夫婦に宿った小さな命」 （2010年  フジテレビ）
- 日本人の知らない日本語 第11話 （2010年  読売テレビ） - 刑事 役
- パーフェクト・リポート （2010年  フジテレビ） - 吉崎淳一 役
- フリーター、家を買う。 第7話 （2010年  フジテレビ） - 神奈川医療センターの医師 役
- 明日の光をつかめ2 第19話 第20話 （2011年  東海テレビ） - 重野圭司 役
- 日曜劇場 「華和家の四姉妹」 （2011年  TBS） - カメラマン 役
- 絶対零度 〜特殊犯罪潜入捜査〜 第5話 （2011年  フジテレビ）
- 水戸黄門 第43部  第18話 （2011年  TBS）
- 最高の人生の終り方 〜エンディングプランナー〜 第5話 （2012年  TBS）
- 水曜ミステリー9「密会の宿9」（2012年  テレビ東京） - 坂本 役
- シングルマザーズ （2012年  NHK）
- TOKYOエアポート 〜東京空港管制保安部〜 第9話 （2012年  フジテレビ） - 遠藤 役
- ハンチョウ 〜警視庁安積班〜 6 第5話 （2013年  TBS） - 広川東吾（フリーライター） 役
- 警視庁捜査一課9係 season8 第1話 （2013年  テレビ朝日） - 小田原康則 役
- 刑事のまなざし 第3話 （2013年  TBS） - 有川義雄 役
- S -最後の警官- 第1話 （2014年  TBS）
- 隠蔽捜査 第5話 （2014年  TBS）
- ホワイト・ラボ ～警視庁特別科学捜査班～ 第6話 （2014年  TBS）
- HERO 最終話 （2014年  フジテレビ）
- 女はそれを許さない 第2話 （2014年  TBS） - 森本淳史 役
- 黒服物語 第6話 （2014年  テレビ朝日） - 井ノ崎貫平 役
- 流星ワゴン 第1話 第2話 第8話 （2015年  TBS）
- ウロボロス ～この愛こそ、正義。 第5話 第6話 第7話 （2015年  TBS）
- 天使と悪魔 -未解決事件匿名交渉課- 第3話 （2015年　テレビ朝日） - 岩田譲治 役
- 美女と男子 第5話 （2015年  NHK）
- マザー・ゲーム ～彼女たちの階級～ 第6話 （2015年  TBS）
- 大河ドラマ 「花燃ゆ」 第35話 （2015年  NHK）
- せいせいするほど、愛してる 第2話 第3話 （2016年  TBS）
- ＨＯＰＥ ～期待ゼロの新入社員～ 第6話 （2016年  フジテレビ）
- スニッファー 嗅覚捜査官 第1話 （2016年  NHK）
- 月曜名作劇場 ｢はぐれ署長の殺人急行 九十九里浜迷宮ダイヤ」 （2016年  TBS） - 北斗鉄太郎の元上司 役
- スペシャル メルトダウンFile.6 「原子炉冷却 12日間の深層」 （2017年  NHK）
- 警視庁捜査一課９係 season12 第4話 （2017年　テレビ朝日） - 杉山隆正（ゼネラルサイバー社 社長） 役
- 遺留捜査 最終話 （2017年　テレビ朝日） - 畑山潤二 役
- 土曜プレミアム・衝撃スクープSP ｢30年目の真実～東京・埼玉連続幼女誘拐殺人犯・宮崎勤の肉声～｣　（2017年  フジテレビ）
- 奥様は、取り扱い注意 第7話 （2017年　日本テレビ） - 小野寺哲夫 役
- MIU404（2020年） ‐ 菅沼聡 役
- 月曜プレミア8 「駐在刑事 2021 SP」（2021年） - 野上耕造 役
- 暴太郎戦隊ドンブラザーズ 第29話（2022年9月18日、テレビ朝日） - 社長・永井 役

### 映画
- ストラトスファー・ガール MXオーベルク監督
- 13階段 長澤雅彦監督（2003年）
- 交渉人真下正義 本広克行監督（2005年） - 東京トランスポーテーション・レールウェイ (TTR) 総合司令室 車両指令長・清水将介 役

### 舞台
- 血は立ったまま眠っている（2000年、渋谷ジァン・ジァン）
- 書を捨てよ町へ出よう（2001年、花園神社）
- 殺人狂時代（2002年、本多劇場）
- 流山児祥演出200本記念「ハイ・ライフ」（2003年・2005年・2009年、ザ・スズナリ、他、国内外）
- ガラスの動物園 演出：松本祐子（2004年、ベニサン・ピット）
- 燃えよ剣 作：鈴木聡 演出：ラサール石井（2004年、明治座）
- 演劇企画集団THE・ガジラ「八月の狩」作：井上光晴 演出：鐘下辰男（2004年、ザ・スズナリ）
- 心中天の網島 演出：篠井英介（2004年、本多劇場）
- 桜姫裏表大綺譚 原作：鶴屋南北 脚本：佃典彦　演出：流山児祥（2005年、ベニサン・ピット）
- 天国を見た男 演出：マキノノゾミ（2006年、東京芸術劇場中ホール、名鉄ホール、シアター・ドラマシティ
- 雪まろげ 演出：マキノノゾミ（2007年、帝国劇場、博多座）
- 中村勘三郎奮闘「寝坊な豆腐屋」夜の部 演出：栗山民也 森光子・中村勘三郎特別公演（2007年、新橋演舞場）
- 放浪記 演出：北村文典 主演：森光子（2008年・2009年、シアタークリエ）
- 東京原子核クラブ 作：マキノノゾミ 演出：宮田慶子（2008-2012年、俳優座劇場） - 早坂一平 役
- 音楽劇「探偵〜哀しきチェイサー」 作・演出：マキノノゾミ 主演：沢田研二（2009-2010年、シアタードラマシティー・紀伊國屋サザンシアター・他）
- 「晩秋」 作・演出：マキノノゾミ 主演：坂東三津五郎、森光子国民栄誉賞受賞記念特別出演（2009年、明治座）
- D-BOYS STAGE 9th「検察側の証人〜麻布広尾町殺人事件〜」（2011年、青山劇場 他）
- 時代劇版 101回目のプロポーズ 脚本：鈴木哲也・マキノノゾミ 演出：齋藤雅文（2012年、博多座）
- 音楽劇「探偵〜哀しきチェイサー2　雨だれの挽歌」 作・演出：マキノノゾミ（2013年、紀伊國屋サザンシアター 他）
- 放浪記（2015年、シアタークリエ ほか） - 上野山光晴 役

他、多数。

### ラジオドラマ
- 毎日放送開局55周年記念特別番組「博士の愛した数式」（2006年、MBSラジオ）